# Anna Grudko
Anna Grudko (2 de fevereiro de 1990) é uma ginasta russa que compete em provas de ginástica artística.
Anna estreou em competições no ano de 2006, ao participar do Europeu de Vólos. Nele, encerrou medalhista de ouro no salto sobre a mesa, ao somar 14,362 pontos; na final coletiva encerrou medalhista de bronze. Ainda em 2006, disputou o Mundial de Aarhus, no qual conquistou a medalha de bronze por equipes, superada pelas norte-americanas e chinesas, prata e ouro, respectivamente. Em 2007, no Campeonato Europeu de Amsterdã, fora medalhista de bronze na prova de salto, com um somatório de 14,462 pontos.